# 西尔瓦努斯 (步兵统帅)
西尔瓦努斯（死于355年9月7日）是一位法兰克血统的罗马将军，曾于公元355年在高卢自立为帝，对抗皇帝君士坦提乌斯二世，在位一共28天。

## 早期生涯
西尔瓦努斯生于高卢，是莱特法兰克将军博尼图斯的儿子，博尼图斯在反对李锡尼的内战中支持君士坦丁一世。像他那个时代的许多其他法兰克人一样，也像他之前的父亲一样，他是帝国军队中一个忠诚且完全罗马化的“蛮族”。公元351年，他获得了护卫军的职位，并且是最初支持篡位者马格嫩提乌斯之后在穆尔萨战役中投诚君士坦提烏斯二世的高级军官之一。作为一名能干的士兵，西尔瓦努斯最终被提升为加利亚斯的步兵统帅，这是一个关键职位。公元352-353年，君士坦提烏斯亲自委托他将袭扰高卢的阿拉曼尼人驱逐到莱茵河以外，并恢复罗马在该省摇摇欲坠的威权。为实现这一目标，西尔瓦努斯一边用他征收的税贿赂阿拉曼尼酋长来实现这一目标，一边对阿拉曼尼人进行军事打击，同时还要镇压在高卢中部和北部再次爆发的当地巴戈达叛乱。

## 审判及篡位
君士坦提乌斯二世的腐败小集团设法说服多疑偏执的皇帝，西尔瓦努斯计划夺政。根据阿米亚努斯的说法，执政官兰帕迪乌斯省长和私人银行的前司库尤西比乌斯用湿布擦拭了西尔瓦努斯寄给他在罗马的朋友的一封信。篡改后的信件暗示西尔瓦努斯正试图在参议院内赢得对政变的支持。君士坦提乌斯的宫廷集团，除了法兰克将军马拉里奇和马洛巴乌德斯之外，一致反对西尔瓦努斯。朝臣阿波德米乌斯和迪纳米乌斯进一步的通信，使人们怀疑西尔瓦努斯的忠诚度。君士坦提乌斯随后举行了一场审判，西尔瓦努斯的盟友成功地挫败了对这位将军的虚假指控。但是，西尔瓦努斯不知道他的支持者的成功。为了应对审判和处决的危险，他于355年8月11日在科洛尼亚阿格里皮纳（现代科隆）自立为皇帝。后来的罗马历史学家迈克尔·库里科夫斯基声称，整个事件是后来编造的，是君士坦提乌斯二世为了掩盖之前诬告西尔瓦努斯所散步的谎言。他的这一推论的主要依据是，迄今为止还没有发现以西尔瓦努斯的形象铸造的硬币，因为几乎每个篡位者都会为了使自己的权威合法化铸造硬币。

## 死亡
留在米兰的君士坦提乌斯二世命令西尔瓦努斯出庭，然后派乌尔西努斯接替西尔瓦努斯的职位。乌尔西努斯本人与君士坦提乌斯二世集团意见不合，而西尔瓦努斯无疑信任这位资深将军。乌尔西努斯给西尔瓦努斯的信并没有表明君士坦提乌斯已经知道西尔瓦努斯夺权，所以西尔瓦努斯以为自己是安全的。然而，乌尔西努斯似乎背叛了西尔瓦努斯，然后通过招募一些叛军士兵来谋杀西瓦努斯。这些人杀死了西尔瓦努斯的卫兵，将前往教堂的西尔瓦努斯逼到绝境，然后将他砍死。